# 锡格河畔亨内夫
锡格河畔亨内夫，简称亨内夫（德語：Hennef，發音：[ˈhɛnɛf] ⓘ），别称“百村之城”（德語：Stadt der hundert Dörfer），是德国北莱茵-威斯特法伦州科隆行政区莱茵-锡格县的城市，面积105.89平方千米，2023年12月31日人口为48,190人。

## 友好城市
亨内夫与以下城市结为友好城市：
- 英格兰 班伯里（1981年）
- 法國 勒佩克（1997年）
- 波蘭 格但斯克新莊園（2001年）
- 美国 弗利（2022年）[4][5]